# بوکس در المپیک تابستانی ۲۰۰۰

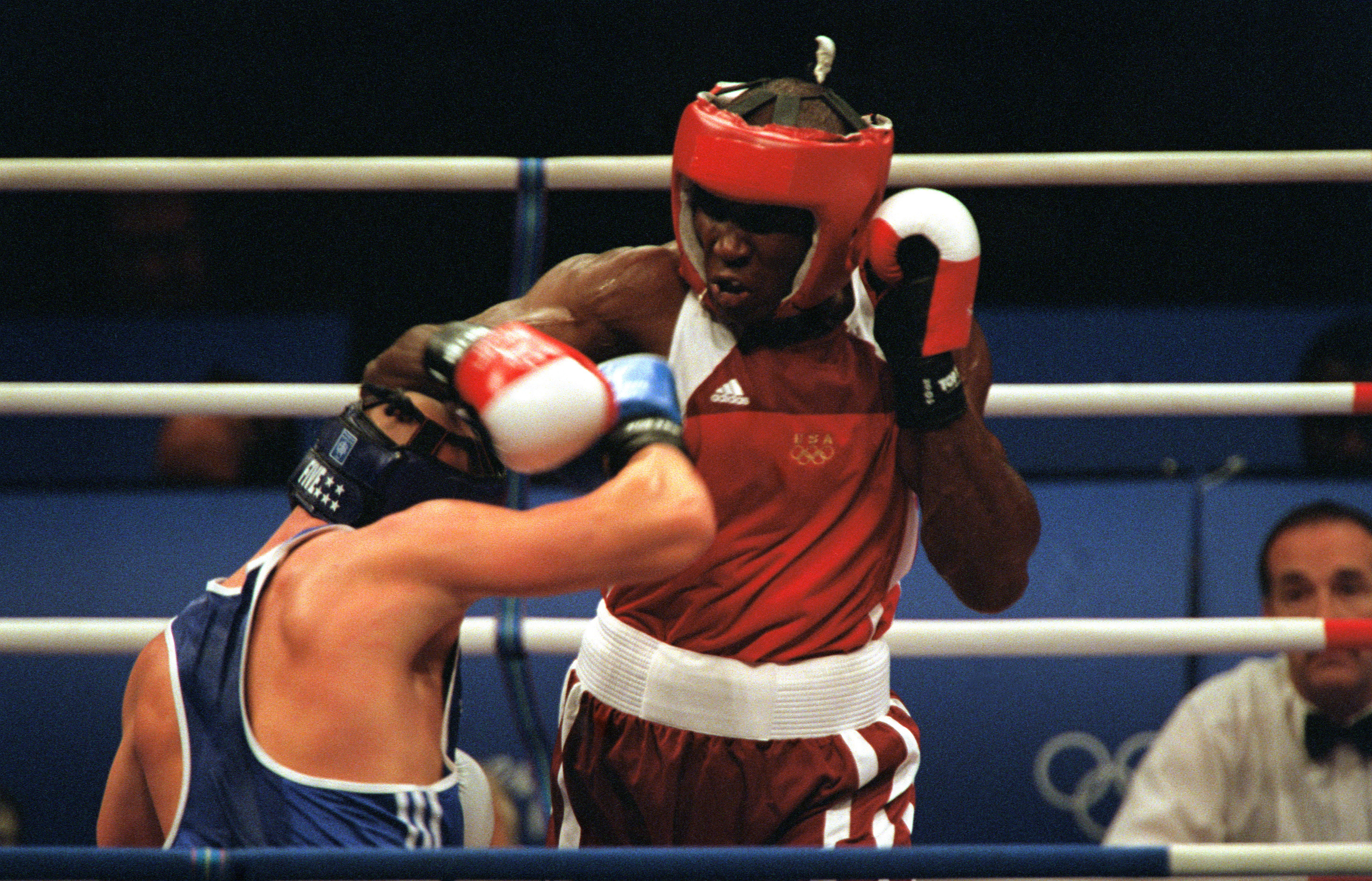
مسابقه

مشت‌زنی در بازی‌های المپیک تابستانی ۲۰۰۰ نام رویداد ورزش مشت‌زنی در بازی‌های المپیک تابستانی بود که در سال ۲۰۰۰ برگزار شد.

## جدول مدال‌ها
| رتبه | کشور                | طلا | نقره | برنز | مجموع |
| ۱    | کوبا                | ۴   | ۰    | ۲    | ۶     |
| ۲    | روسیه               | ۲   | ۳    | ۲    | ۷     |
| ۳    | قزاقستان            | ۲   | ۲    | ۰    | ۴     |
| ۴    | ازبکستان            | ۱   | ۰    | ۲    | ۳     |
| ۵    | فرانسه              | ۱   | ۰    | ۱    | ۲     |
| ۵    | تایلند              | ۱   | ۰    | ۱    | ۲     |
| ۷    | بریتانیای کبیر      | ۱   | ۰    | ۰    | ۱     |
| ۸    | اوکراین             | ۰   | ۲    | ۳    | ۵     |
| ۹    | ایالات متحده آمریکا | ۰   | ۲    | ۲    | ۴     |
| ۱۰   | رومانی              | ۰   | ۱    | ۱    | ۲     |
| ۱۱   | جمهوری چک           | ۰   | ۱    | ۰    | ۱     |
| ۱۱   | اسپانیا             | ۰   | ۱    | ۰    | ۱     |
| ۱۳   | الجزایر             | ۰   | ۰    | ۱    | ۱     |
| ۱۳   | جمهوری آذربایجان    | ۰   | ۰    | ۱    | ۱     |
| ۱۳   | گرجستان             | ۰   | ۰    | ۱    | ۱     |
| ۱۳   | آلمان               | ۰   | ۰    | ۱    | ۱     |
| ۱۳   | مجارستان            | ۰   | ۰    | ۱    | ۱     |
| ۱۳   | ایتالیا             | ۰   | ۰    | ۱    | ۱     |
| ۱۳   | مکزیک               | ۰   | ۰    | ۱    | ۱     |
| ۱۳   | مولداوی             | ۰   | ۰    | ۱    | ۱     |
| ۱۳   | مراکش               | ۰   | ۰    | ۱    | ۱     |
| ۱۳   | کره شمالی           | ۰   | ۰    | ۱    | ۱     |